# Matelea marsdenioides
Matelea marsdenioides är en oleanderväxtart som beskrevs av Standley och L. O. Williams. Matelea marsdenioides ingår i släktet Matelea och familjen oleanderväxter. Inga underarter finns listade i Catalogue of Life.